# Haploolophus mollissima
Haploolophus mollissima là một loài bướm đêm trong họ Noctuidae.